# Joachim Brinkmann (Politiker)
 Joachim Brinkmann (* 25. Juli 1934 in Stettin; † 15. November 2022) war ein deutscher Politiker der CDU und Mitglied der Hamburgischen Bürgerschaft.

## Leben

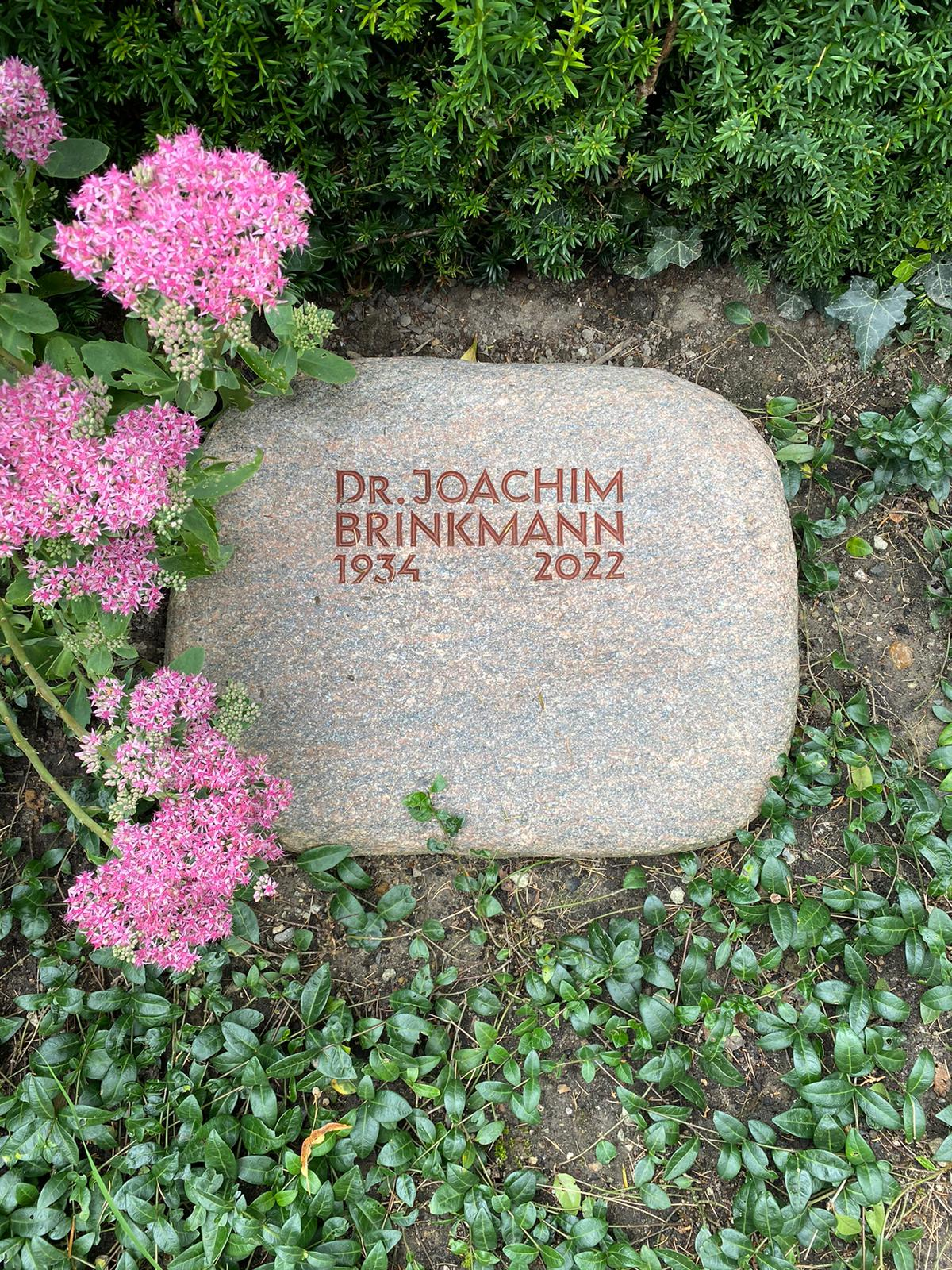
Grabstätte auf dem Nienstedtener Friedhof

Joachim Brinkmann beendete seine Schulzeit (1940–1954) in Lübeck mit dem Abitur. Zwischen 1954 und 1963 absolvierte er ein Studium der Rechtswissenschaften und der Wirtschaftswissenschaften in Kiel und Berlin. Nach den beiden juristischen Staatsexamen beendete er sein Studium als Diplom-Kaufmann. Es folgte noch die Promotion zum Dr. rer. pol. Er saß im Vorstand des Mineralölunternehmens Marquard & Bahls.
Er war verheiratet und hatte zwei Kinder. Er war Mitglied des Corps Holsatia (1955) und des Corps Guestphalia Berlin (1965). Seine letzte Ruhestätte fand er auf dem Nienstedtener Friedhof.

## Politik
Joachim Brinkmann saß ab 1990 im Wirtschaftsrat der CDU, war seit 1995 stellvertretender Landesvorsitzender. Er trat erst 1996 in die CDU ein. 
Er war Mitglied der Hamburgischen Bürgerschaft in der 16. Wahlperiode von 1997 bis 2001. Für seine Fraktion saß er im Haushalts- und im Wirtschaftsausschuss.